# Публичное право
Публичное право, Общественное право — совокупность отраслей права, регулирующих отношения, связанные с обеспечением общего (публичного) или общегосударственного интереса.
В других источниках указано что публичное право — часть правоведения, о народных и международных правах и обязанностях, в объективном смысле есть, совокупность норм, определяющих организацию и функции государства и отношения его к отдельным лицам. В праве публичном (публично-правовых отношениях) стороны выступают как юридически неравноправные. Одной из таких сторон всегда выступает государство, либо его орган (должностное лицо), наделенное властными полномочиями; в сфере публичного права отношения регулируются исключительно из единого центра, каковым является государственная власть. Характер поведения сторон в частноправовых отношениях определяется самими же сторонами. Однако и государство по принципу верховенства права обязано подчиняться собственным законам и не допускать произвола в принятии решений.

## Понятие публичного права
Отношения в области государственного управления, охраны общественного порядка, властного разрешения споров, обороны и обеспечения общественной безопасности, обеспечения имущественной основы указанных сфер строить на основе свободного усмотрения сторон недопустимо. Данная область исключает как добровольность (по меньшей мере для одной из сторон правоотношения) вступления в отношение, так и возможность свободного определения его содержания; такие правоотношения предполагают одностороннее властное воздействие одного из участников отношения на другого, что обусловливает возможность злоупотребления со стороны уполномоченного лица и, как следствие, необходимость скрупулезной законодательной регламентации всех мыслимых нюансов развития отношений с исчерпывающим определением прав и обязанностей обеих сторон, ибо в публичных отношениях реализуется (в отдельных случаях — наряду с индивидуальными интересами одного или нескольких его участников) публичный интерес, определенный Ю. А. Тихомировым как «признанный государством и обеспеченный правом интерес социальной общности, удовлетворение которого служит гарантией её существования и развития». К. Ю. Тотьев счел необходимым в дефиниции публичного интереса раскрыть обе составляющие рассматриваемого понятия, определяя последнее как «жизненно необходимое состояние больших социальных групп (включая общество в целом), обязанность по реализации (достижению, сохранению и развитию) которого лежит на государстве», и не связывая при этом публичный интерес с правом.
Критерий разграничения частного и публичного права следует искать в плоскости предмета правового регулирования, то есть общественных отношений, подвергающихся регулирующему воздействию со стороны права; таким критерием является характер интереса, преимущественно реализуемого участниками в соответствующем правоотношении (изложенный подход следует отличать от попытки разграничить частное и публичное право по линии интереса, защищаемого той или иной подсистемой права, ибо право как социальный институт призвано выражать коренные интересы всего общества в целом). При любом характере правового регулирования в обществе можно выявить частные отношения, с одной стороны, и публичные — с другой, объективно требующие воздействия соответствующими им правовыми методами, однако далеко не в любом обществе этому разграничению в теории и (или) на практике придается должное значение. Степень соответствия методов, используемых для правового регулирования тех или иных отношений, их существу, позволяет оценивать рассматриваемый правопорядок в целом с точки зрения адекватности воздействия на общественные отношения.
Вместе с тем отсутствуют «частно-правовые» и «публично-правовой» методы правового регулирования. Корректно говорить лишь о преимущественном использовании диспозитивного регулирования частных отношений и императивного воздействия на отношения публичные, что не исключает в отдельных случаях вполне оправданного применения императивных норм для регулирования частных отношений (ибо в силу ч. 3 ст. 55 Конституции Российской Федерации права и свободы могут быть ограничены законом в той мере, в какой это необходимо в конституционно значимых целях) и диспозитивных — для публичных; однако в таком случае не имеет место «публицизация» ч. п. или «приватизация» публичного, что часто можно встретить в научной и учебной литературе. «Публицизация» или «приватизация» могут иметь место лишь в рамках системы права в целом, выражаясь не в переводе тех или иных отношений из частных в публичные (что вряд ли возможно) или наоборот, а в создании дополнительных императивных норм и — в целях контроля за их реализацией — дополнительных публичных институтов и процедур («публицизация»), либо их упразднении («приватизация»).
Институционализация обеих подсистем права заключается также в дифференциации процессуальных форм разрешения споров, возникающих в рамках отношений, регулируемых различными подсистемами права.
Развитие государственного управления в XX веке показало, что процессы усиления и расширения непосредственного государственного воздействия на частные отношения, несмотря на периодические колебания, имеют стойкую тенденцию ко все большему усложнению, что и является причиной развития и усложнения публичного права, ибо постоянно усложняется сама жизнь.

## Отрасли публичного права
На начало XX столетия публичное право обнимало собою нормы права государственного, полицейского, финансового, уголовного, церковного, а также уголовного и гражданского процесса.
Отрасли публичного права, как правило, обозначаются в конституциях государств. Смысл такой фиксации не только в высшем «юридическом признании» этих отраслей, но и в создании твёрдого фундамента для их стройного развития в рамках всей правовой системы государства. Чаще всего подобное конституционное регулирование встречается в государствах с федеративным устройством, в которых необходимо разграничить компетенции федерации и её субъектов. Предметом разграничения в таких случаях могут быть как отрасли публичного права, так и их подотрасли, а также относящиеся к ним правовые институты, группы однородных законов или даже отдельные законодательные акты.
Отраслям публичного права свойственно обеспечение баланса интересов в правоотношениях, хотя бы одним из субъектов в которых выступает лицо, обладающее властными полномочиями. Все такие отрасли права имеют схожую нормативную структуру и применяют схожий метод регулирования. Метод этот включает составление общерегулирующих актов, содержащих обязательные предписания, обеспеченные использованием специальных правоохранительных процедур. Хотя, как уже говорилось выше, императивность далеко не единственный признак норм публичного права.  
Согласно указанным критериям к отраслям публичного права, как правило, относят:
- конституционное право,
- судоустройство,
- административное право,
- административно-процессуальное право,
- финансовое право,
- арбитражный процесс,
- гражданское процессуальное право,
- уголовное право,
- уголовно-процессуальное право,
- уголовно-исполнительное право,
- экологическое право,
- международное публичное право,
- международное гуманитарное право.

Приведённый перечень, однако, не является окончательным, оставаясь предметом научного обсуждения. Учёные юристы склонны дополнять его или сокращать как в зависимости от своих представлений о состоянии того или иного элемента сложившейся правовой системы, так и в зависимости от своего понимания границ публичного права. В перечень вполне могут быть включены «теория государства и права» или «информационное право» или, наоборот, исключены какие-то отрасли как подчинённые более крупным отраслям.